# Banya de Boc
Banya de Boc es un cono volcánico de la provincia de Gerona, en Cataluña, situado dentro del municipio de San Martín de Liémana, a orillas del río Llémena. Pertenece a la región volcánica de La Garrocha, en la zona del mismo nombre.

## Aspecto
El volcán tiene una forma cónica perfecta, con un cráter muy apreciable. Sus coladas de lava rodea una montaña vecina que está pegada con el volcán.

## Vulcanismo
El volcán entró en erupción 3 veces, durante el cuartenario; como todos los volcanes de la zona de La Garrocha. El primero, fue de tipo estromboliano que expulsó lapilis, y que así fue como nació el volcán; el segundo, fue de tipo freatomagmático, que tuvo contacto con aguas subterráneas que fue más potente que la estromboliana, creando muchas cenizas y maares. Por último, la efusiva que solo expulsó coladas de lava, bajando por el valle del río Llémena, por lo que fue el origen del cráter elíptico que se puede ver en su cima actualmente; por lo que fue su última erupción, datando en el plioceno. Sus rocas más dominante es el basalto; y también puede encontrarse peridotita, olivino, hiperstena, diópsido de cromo y espinella.

## Alrededores
Se trata de uno de los volcanes más visitados de toda la región, a pesar de que esté fuera del parque. Accesible por pista desde la GI-531; petrólogos, vulcanólogos hasta un turista aficionado suelen visitar estos parajes. El valle de Llémena es considerado una zona más o menos volcánica, donde también se encuentra otro volcán conocido; el Puig de Adri. Dicho valle también puede encontrarse monumentos históricos como las iglesias románicas de San Juan y de San Pedro; y una rica flora y fauna. Abunda muchos tipos de anfibios, pájaros y reptiles.

### Clot de L´Omera
No muy lejos de dicho volcán, al NE de Serrat dels Rasos, se encuentra el maar de Clot de L'Omera. Este maar se formó con erupciones freatomagmáticas, y está situado a E del pueblo El Pla de Sant Joan. Tiene una abundancia de rocas metamórficas en ciertas zonas, por lo que hace pensar que el volcán está sobre un acuífero natural.